# Positronium
Positronium (Ps) is een systeem dat bestaat uit een elektron en zijn antideeltje, een positron, samengebonden door elektromagnetische krachten tot een zogenaamd "exotisch atoom". De toestanden waarin het systeem kan verkeren zijn vergelijkbaar met die van een waterstofatoom (samengebonden elektron en proton). Echter, de energieniveaus  en emissie/absorptiespectraallijnen liggen ongeveer half zo dicht bij elkaar als bij het waterstofatoom.